# Суни-Занадзия
Су̀ни-Занация (на гръцки: Σούνι-Ζανατζιά, Су̀ни-Занаця̀) е село в Кипър, окръг Лимасол. Според статистическата служба на Република Кипър през 2001 г. селото има 402 жители.
Намира се на 8 km северно от Ерими.